# Johann Anton August Lüdeke
Johann Anton August Lüdeke (* 24. August 1772 in Magdeburg; † 26. Dezember 1838 in Stockholm) war ein deutsch-schwedischer lutherischer Theologe.

## Leben
Geboren als Sohn des langjährigen Hauptpastors (ersten Predigers) der deutschen St.-Gertrud-Gemeinde, Christoph Wilhelm Lüdeke, wuchs Lüdeke in Stockholm auf. Nach dem Studium an den Universitäten Uppsala und Göttingen, wo er 1798 den Titel eines Magisters erwarb, wurde Lüdeke 1799 ordiniert und seinem Vater als Adjunkt zugeordnet. 1801 wurde er außerordentlicher Hofprediger und Pfarrer der deutschen Gemeinde in Norrköping. Nach dem Tod seines Vaters wurde er als zweiter Pfarrer an die St.-Gertrud-Gemeinde in Stockholm zurückgeholt und stieg 1817 zum Hauptpastor auf, was er bis zu seinem Tod blieb. 1818 wurde er an der Universität Uppsala zum Dr. theol. promoviert.
Schon 1791 verfasste Lüdeke mit Hilfe seines Vaters eine gründliche Dissertation über die Geschichte der St.-Gertrud-Gemeinde in Stockholm. Von historischem Wert sind auch die Beilagen zu seiner Predigt zur Wiedereröffnung der deutschen Kirche in Stockholm (1823). Er veröffentlichte auch weitere Predigten. Seine Bibliothek mit 600 Handschriften und mehr als 14 000 Büchern wurde 1840 nach seinem Tod verkauft.

## Schriften (Auswahl)
- Dissertatio historica de ecclesia teutonica et templo S:tæ Gertrudis stockholmiense. Edman: Uppsala, 1791.
- Zwey Predigten in den deutschen Kirchen zu Norrköping und zu Stockholm, die erstere zum Abschiede am 1:sten Pfingsttage, die letztere zum Antritte am 4:ten Sonnt. nach Trinit. 1808. Stockholm und Leipzig 1808.
- Warum ist und bleibt nach allen Jahrhunderten noch, die Feier des Gedächtnisstages der Reformation, den Christen heilig und ehrwürdig? Stockholm und Leipzig 1817 (Digitalisat).
- Denkmal der Wieder-Eröffnung der Deutschen Kirche in Stockholm zur öffentlichen Gottesverehrung nach vollendeter Ausbesserung 1821: eine Predigt mit diplomatisch-historischen Beylagen. Nestius: Stockholm, 1823.
- Tal i anledning af den uti Kyrkotornet yppade wådeld den 12 August 1829. Hjerta: Stockholm, 1829 (Digitalisat).